# Röckingen
Röckingen település Németországban, azon belül Bajorországban. Lakosainak száma 743 fő (2023. december 31.).

## Népesség
A település népessége az elmúlt években az alábbi módon változott:
| Lakosok száma | 731  | 905  | 706  | 705  | 725  | 737  | 742  | 734  | 732  | 743  |
|               | 1875 | 1950 | 1975 | 1987 | 2012 | 2014 | 2016 | 2017 | 2021 | 2023 |